# جوديث فيتزجيرالد
جوديث فيتزجيرالد (بالإنجليزية: Judith Fitzgerald)‏ (11 نوفمبر 1952 - 25 نوفمبر 2015)؛ كاتِبة، صحفية وشاعرة كندية.